# Fjellerup Sogn
Fjellerup Sogn er et sogn i Norddjurs Provsti (Århus Stift).
I 1800-tallet var Glesborg Sogn anneks til Fjellerup Sogn. Begge sogne hørte til Djurs Nørre Herred i Randers Amt. Fjellerup-Glesborg sognekommune blev ved kommunalreformen i 1970 indlemmet i Nørre Djurs Kommune, som ved strukturreformen i 2007 indgik i Norddjurs Kommune.
I Fjellerup Sogn ligger Fjellerup Kirke.
I sognet findes følgende autoriserede stednavne:
- Bavnehøj (areal)
- Fjellerup (bebyggelse, ejerlav)
- Fjellerup Fælled (bebyggelse)
- Fjellerup Kær (bebyggelse)
- Fjellerup Strand (bebyggelse)
- Hagenbjerg (areal)
- Hegedal (bebyggelse, ejerlav)
- Hegedal Strand (bebyggelse)
- Løgholm (areal)
- Mejlgård Skov (bebyggelse)
- Overskov (areal)